# Lyra’s Oxford
Lyra’s Oxford – krótka powieść brytyjskiego pisarza literatury fantasy Philipa Pullmana. Książka ta jest kontynuacją trylogii Mroczne materie. Akcja ma miejsce w Oksfordzie, 2 lata po zakończeniu Bursztynowej Lunety, także główna bohaterka, Lyra Złotousta, ma już 15 lat. Książka jest również wstępem do Księgi Pyłu. 
W Wielkiej Brytanii została wydana 13 października 2003. Nie została przetłumaczona na język polski.